# Барбатос
Барбатос (от латинского «barbatus» — «бородатый», «старик», «философ») — в демонологии граф и герцог Ада, правящий тридцатью легионами демонов; имеет четырёх королей компаньонов, чтобы командовать своими легионами. Упоминается в «Малом ключе Соломона».
Может даровать способность говорить с животными, видеть прошлое и предсказывать будущее, примирять друзей и правителей; также он может привести людей к сокровищам, которые были сокрыты чарами магов.